# هاوارد گروتز
هاوارد گروتز (انگلیسی: Howard Grotts؛ زادهٔ ۱۲ ژانویهٔ ۱۹۹۳) دوچرخه‌سوار اهل ایالات متحده آمریکا است.
وی در مسابقات کشوری و بین‌المللی در مجموع برندهٔ ۱ مدال برنز شده‌است.